# ベストセラー倒産
ベストセラー倒産（ベストセラーとうさん）とは、主に出版社について、ベストセラーとなるほどヒットした商品を発売したにもかかわらず、資金繰りが悪化し、倒産に追い込まれること。

## 概要
今日の日本の出版社の多くは取次会社を通じて書籍を小売店に流通させているが、販売委託制度のもとでは、たとえ書店の店頭に本が並んでも出版社の収入にはならず、販売委託期間が終了して返品される本も多い。
書籍の販売額は1996年を頂点に年々減少しており、2000年代には出版界は出版不況と呼ばれるような状態に陥っていたが、その一方で、ごく少数のタイトルだけが爆発的に売れる現象も起こっている。
日本のほとんどの出版社は中小規模で、十分に安定した経営基盤をもたないため、継続的にヒットを飛ばすのに必要な先行投資が難しい場合が多い。このため、ベストセラーになり得る優れた商品を発売しても、それに見合う十分な宣伝費をかけられなかったり、需要を満たすほどの部数を発行することができなかったりして、みすみす販売機会を逃すことも起こりうる。また、話題作が短期間で集中的に売れ、その後ランキングを急下降する傾向も強まっているので、需要を正確に読み取ることができなければ、注文に応じて増刷を行っても、その分が店頭に並ぶ頃にはブームが去っており、多数が返品されるということも起きてくる。
他方、一本のベストセラーによって急激に企業規模を拡張したり新社屋を構えた出版社が、それに続くヒット作を得られないことで、拡大した経営規模が維持できなくなり、結果資金繰りに窮して経営破綻するということも過去には度々起こっている。

## 事例
- 草思社
- ゴマブックス
- 長崎出版